# Крест «За боевые заслуги» (Италия)
Крест «За боевые заслуги» (итал. Croce al merito di guerra) — итальянская награда.

## История
Учрежденный в конце Первой мировой войны крест «За боевые заслуги» был вручён всем итальянским солдатам, которые с честью служили на действительной службе в течение четко определенного минимального периода времени в зоне боевых действий или были ранены или убиты в бою.
Эта честь была оказана большинству бойцов Первой мировой и Второй мировой войны, кроме бойцов Итало-эфиопской войны 1935—1936 годов, так как она не предполагала исполнения актов особого воинского значения.
Его вручали военнослужащим, прослужившим не менее пяти месяцев в зоне боевых действий; получившие ранения или увечья в бою; за то, что они отличились в операциях заметной важности; морякам, завершившим плавание продолжительностью не менее ста дней; лëтчикам, налетавшему не менее шестидесяти часов в зоне боевых действий; захваченным и депортированым в Германию и на её подконтрольные территории после 8 сентября 1943 года, на срок не менее пяти месяцев. Точно так же все павшие, пропавшие без вести и умершие в немецких или японских лагерях для военнопленных имели право на награду.
В отличие от этой награды, военный крест «За воинскую доблесть» вручался за определенные действия личной ценности.

## Степени
У этой медали, как и у всех медалей за заслуги, было две версии: одна была предоставлена Королевством Италия , а другая - Итальянской Республикой . Третья версия, выпущенная Итальянской Социальной Республикой в отличие от версии Королевства Италия, была одобрена фашистским правительством в 1945 году , но так и не была принята. Знаками отличия военных заслуг Итальянской Республики в основном награждались партизаны, сражавшиеся за свободу в период 1943-1945 годов.

### Королевство Италия
Медаль состояла из медного греческого креста с надписью «MERITO DI GUERRA» на лицевой стороне. На аверсе медали королевская монограмма Виктора Эммануила III, который учредил награду. Внизу римский гладиус, покрытый лавровыми листьями. На реверсе медали в центре изображена пятиконечная звезда, сияющая на лучах креста.
Лента была светло-голубого цвета с двумя отдельными центральными белыми полосами. При втором вручении медали лента могла быть дополнена бронзовой королевской короной. Начиная с третьей степени лента могла быть дополнена двумя бронзовыми королевскими коронами. Согласно первоначальным правилам, крест «За военные заслуги» мог быть вручён не более трёх раз, причем каждая награда, следующая за первой, обозначалась путём размещения небольшой бронзовой короны на ленте одиночного креста (или на соответствующей ленте). Впоследствии это ограничение было отменено, и за каждую награду стали носить орден (Королевский указ от 19 января 1918 года, № 205). В декабре 1942 года было восстановлено право ношения единого креста с последующими присвоениями, обозначенными следующим образом:
- 1-е вручение: обычная лента без корон;
- 2-е вручение: 1 бронзовая корона;
- 3-е вручение: 1 серебряная корона;
- 4-е вручение: 1 золотая корона;
- 5-е вручение: 1 бронзовая и 1 золотая корона;
- 6-е вручение: 1 серебряная и 1 золотая корона;
- 7-е вручение: 2 золотые короны;
- 8-е вручение: 1 бронзовая и 2 золотые короны;
- 9-е вручение: 1 серебряная и 2 золотые короны;
- с 10-го вручения: 3 золотых короны.

| Королевский указ № 205 от 19 января 1918 года опубликованный в Официальном вестнике Королевства Италии № 73 от 27 марта 1918 года Максимум 3 награды и перенос только 1 медали/ленты |                |                |
| 1-е присвоение | 2-е присвоение | 3-е присвоение |

| Королевский указ № 356 от 10 марта 1918 года опубликованный в Официальном вестнике Королевства Италии № 73 от 27 марта 1918 года Максимум 3 награды и перенос только 1 медали/ленты |                |                |
| 1-е присвоение | 2-е присвоение | 3-е присвоение |

| Королевский указ № 538 от 21 марта 1938 года опубликованный в Официальном вестнике Королевства Италии № 115 от 21 мая 1938 года Максимум 3 награды за каждую войну и перенос только 1 медали/ленты |                |                |
| 1-е присвоение | 2-е присвоение | 3-е присвоение |

| Королевский указ № 1729 от 14 декабря 1942 года опубликовано в Официальном вестнике Королевства Италии № 29 от 5 февраля 1943 года Однако никогда нельзя будет присвоить более 1 креста за каждый период из 12 последовательных месяцев (минимум 5 месяцев всего в году) участия в войне, даже если за этот период было достигнуто больше званий. Те, кто награжден несколькими крестами за военные заслуги, носят только 1 ленту и 1 знак отличая, даже если они награждены другими крестами за военные заслуги, полученными в предыдущих кампаниях. Различные степени отличаются от 1 до 3 королевских корон, нанесённых на бронзовую, серебряную и золотую ленту, в зависимости от количества крестов за военные заслуги, которые они представляют. |                |                    |
| 1-е присвоение |                |                    |
| 2-е присвоение | 3-е присвоение | 4-е присвоение     |
| 5-е присвоение | 6-е присвоение | 7-е присвоение     |
| 8-е присвоение | 9-е присвоение | с 10-го присвоения |

### Итальянская республика

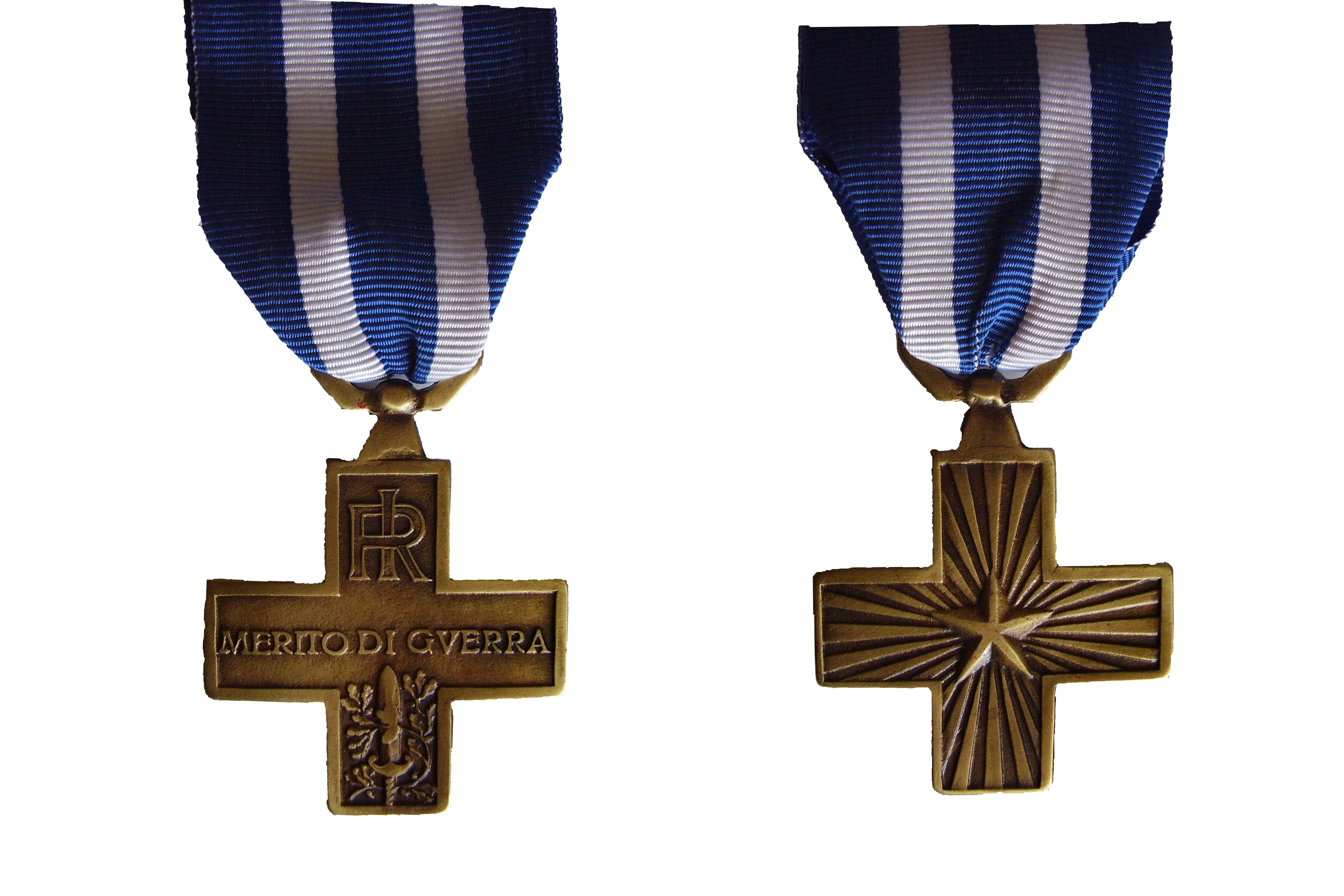
Крест «За боевые заслуги» Итальянской республики

Медаль состоит из медного греческого креста с надписью «MERITO DI GUERRA» на лицевой стороне, на двух горизонтальных плечах. На вертикальных плечах вверху находится монограмма Итальянской Республики. Внизу изображён римский гладиус, покрытый лавровыми листьями. На реверсе медали изображена пятиконечная звезда в центре, расходящаяся по лучам креста.
Лента голубая с двумя отдельными центральными белыми полосами. При втором и более награждении медалью лента могла быть дополнена одной или двумя бронзовыми звездами.
| Указ Временного главы государства № 931 от 5 августа 1947 года опубликованный в Официальном вестнике Итальянской Республики № 221 от 26 сентября 1947 года Нельзя будет присуждать более 1 креста за каждый период 12 последовательных месяцев участия в войне, даже если за этот период достигнуто более одного звания, а также нельзя присуждать более 3 крестов «За боевые заслуги» за каждый конфликт, даже если он длится более 36 месяцев. Награждённые наибольшим количеством крестов за боевые заслуги, достигнутые в войне 1940-1945 годов и в предыдущих войнах, носят по 1 ленте и 1 знаку различия за каждую войну. Последующие степени, относящиеся к той же войне, отмечены 1 или двумя 5-конечными бронзовыми звездами диаметром 6 миллиметров, нанесёнными на ленту. |                |                   |
| 1-е присвоение | 2-е присвоение | с 3-го присвоения |

| Указ президента Республики № 773 от 8 сентября 1949 года опубликованный в Официальном вестнике Итальянской Республики № 251 от 31 октября 1949 года Изменение формы креста с "королевского" на "республиканский". |                |                |
| 1-е присвоение | 2-е присвоение | 3-е присвоение |

## Награждённые города
- Бриндизи[3]
- Сан-Дона-ди-Пьяве[4] (также награждён серебряной медалью «За воинскую доблесть»)
- Удине (также награждён золотой медалью «За воинскую доблесть»)